# 桜橋停留場
桜橋停留場（さくらばしていりゅうじょう）は、富山県富山市本町にある、富山地方鉄道富山軌道線本線の停留場である。駅番号はC11。
富山県道22号富山停車場線上の併用軌道に設置されている。

## 歴史
- 1913年（大正2年）9月1日：富山電気軌道の停留場として開業[2]。
- 1920年（大正9年）7月1日：富山市に譲渡され、富山市営軌道の停留場となる[3]。
- 1943年（昭和18年）1月1日：路線譲渡により富山地方鉄道の停留場となる[4]。
- 1945年（昭和20年）8月2日：富山大空襲の戦災より休止[5]。
- 1946年（昭和21年）1月14日：南富山駅前 - 富山駅前間復旧に伴い営業再開[6]。

## 停留場構造
相対式ホーム2面2線の地上駅。ホームの配置は交差点を挟んだ千鳥式配置。

## 停留場周辺
富山市民の憩いの場として、また桜の名所として有名な松川べりの最寄り駅となっている。
- 富山市役所
- 富山県民会館
- 富山マンテンホテル
- 富山第一ホテル
- 富山城址公園（佐藤記念美術館）
- 大阪屋ショップ 北新町店
- 松川
  - 桜橋（松川に架る橋。国の登録有形文化財）
  - 松川べり彫刻公園（日本さくら名所100選）

## 隣の停留場
富山地方鉄道
富山軌道線（本線）
荒町停留場 (C10) - 桜橋停留場 (C11) - 電気ビル前停留場 (C12)